# شعب الدوم
الدومريّون أو الدوميّون أو الدوم أو الضوم إثنيّة غجرية تنتسب لمجموعة الشعوب الهندو-آريّة تعيش بشكل أساسي في منطقة الشرق الأوسط ومناطق من وسط وجنوب آسيا وشمال أفريقيا، كان يُعتقد على نطاق واسع أن الدومريّين فرع من شعب الروما لكن الدراسات الحديثة أكدّت أن الدومريّين غادروا شبه القارة الهندية في وقت سابق حوالي القرن السادس الميلادي، ويعتقد بعض الباحثين بوجود صلات بين الدومريّون وإثنيّة الدومبا الهنديّة.

## التاريخ

### الأصل
الدراسات الحديثة تؤكد أن شعوب الغجر الرومن (في أوروبا) والدومر/الضوم (في الشرق الأوسط) ينتمون إلى العرق الهندو-آري. في وقت ما بين القرن السادس والحادي عشر الميلادي هاجروا من شبه القارة الهندية. هناك القليل من المعلومات التي تتحدث لنا عن تاريخهم، ولذلك إن أسباب بداية هجرتهم من جنوب آسيا غير مؤكدة. هناك مخططات قديمة تقول أن في حوالي القرن الحادي عشر الميلادي هاجم الملك محمود الغزنوي شمال الهند بقوات جيشية كبيرة. بعد ذلك بدأوا الدوم/الضوم هجرتهم تجاه الدولة الغزنوية التي كانت موجودة قديماً في باكستان وأفغانستان وإيران الحالية. وكذلك فيما بعد هاجر أقربائهم من الرومن من الهند إلى الدولة الغزنوية. إن كلمة "گآجو" في اللغة الدومرية وكذلك الرومنية تعني (كل شخص غير دومي/غجري). يعتقد الباحثين أن كلمة "گآجو" قد تدل على اسم ملك الدولة الغزنوية محمود الغزنوي. عندما سكن الدوم/الضوم في الدولة الغزنوية استعملوا كلمة "غزنو" على سكان الدولة الغزنوية وفيما بعد تحولت كلمة "غزنو" إلى گاجو". يدل المخطوطات القديمة من عهد الدولة الغزنوية أن الدوم/الضوم سكنوا في الدولة الغزنوية وحصلوا على العديد من المهام وكانوا يعملون بالمعادن وصناعة بضائع خفيفة والتجارة. وكذلك كانوا يمارسون الرقص والغناء ويشكلون الحفلات الموسيقية. ويذكر أيضا أن الملك أعطاهم أراضي زراعية لكي يزرعونها ويعملوا كفلاحين. ولكن الدوم/الضوم لم يفعلوا ذلك لسبب مجهول لم يذكر في التاريخ. هناك قصة مشابه عند الدوم/الضوم، عند سؤال أحد من الدومر عن أصولهم يقولون "كان هناك ملك قديماً أعطى أجدادنا البذور لكي يزرعوا الأرض، وقد قام أجدادنا بالزراعة، عندما رأى أجدادنا أن القمح يأخذ وقتاً إلى أن بنبت قالوا: هل سننتظر كل هذه المدة حتى ينبت القمح كي نعيش؟". القصة مشابهة جداً لبعض الأدلة التاريخية عن تاريخ الشعوب الغجرية. ربما ظلت القصة في أذهانهم وتناقلتها أجيالهم. حبهم للحرية قديماً وتجارتهم كان ربما سبب ترحالهم من جنوب آسيا إلى باكستان وأفغانستان وبعض أجزاء من الصين ثم إيران ودول آسيا الوسطى إلى أن وصلوا إلى تركيا. ومن تركيا أكمل الرومن هجرتهم إلى أوروبا، بينما بقية الدومر في الشرق الأوسط.
هناك بعض الدومر في الدول العربية يعتقدون أنهم من بقايا حرب البسوس من بني مرة. ولكن ذلك لا يصح. ليس هناك أدلة تدل على أن أصولهم عربية. لغتهم الأم «الدومرية» حسب الأبحاث الحديثة في علم اللغات تنتسب إلى اللغات الهندو-آرية، أي أنها من اللغات الهندو-أوروبية وليس كاللغة العربية التي تنتسب إلى اللغات الأفروأسيوية. ثم إن الادعاء بهذا لم يكن وارداً عند الدومر قديماً. وإنما حديثاً ظهر بعض الذين يدعون ذلك. إن الأبحاث وعلم الجينات تدل أيضا على أن الدومر قد هاجروا من الهند منذ ما يقارب 1000-1400 سنة.

### الاستقرار
الغجر الدومر كانوا متنقلين طيلة رحلتهم من جنوب آسيا في حوالي القرن السادس -الحادي عشر الميلادي- إلى حوالي عام 1960. أي بعد انهيار الدولة العثمانية واتفاقية سايكس بيكو. عند تقسيم الدول وخلق حدود بين الدول صار الدوم/الضوم من الصعب عليهم التنقل والترحال. لذلك بقوا متنقلين في الدول التي بقوا بها إلى أن استقر أكثرهم حوالي عام 1960. الآن هناك فئات قليلة جداً من الدومر متنقلين ورحل.

### دوم سوريا بعد الحرب
دوم/ضوم سوريا أكثرهم هاجروا من سوريا بعد الحرب إلى العديد من البلدان. منهم من هاجر إلى لبنان ومصر وتركيا والعراق والأردن، ومنهم من هاجر إلى الجزائر والمغرب وكذلك فرنسا وبلجيكا وألمانيا. حالهم كحال العديد من السوريين، تركوا بيوتهم وكل ما يملكون خلفهم بسبب الحرب. أغلبية الدومر في سوريا لم يشاركوا في الحرب لأنهم يعتقدون بأنه ليس عليهم التدخل في السياسية. وهم شعب لم يشارك أبدا في المعارك ولم يتدخل في شؤون الدول والحكومات.

## الانتشار
يعيش معظم الدوميّون البالغ عددهم قرابة 2.2 مليون في إيران وتركيا ومصر، وتوجد أعداد كبيرة منهم في العراق وأفغانستان، إيران والهند وتجمعات صغيرة في شمال أفريقيا: ليبيا وتونس والجزائر والمغرب، وفي المشرق العربي: سورية والأردن ولبنان وفلسطين، ومنطقة القوقاز في: روسيا وجورجيا وأذربيجان وأرمينيا.

## التسمية
الدومر يطلقون على أنفسهم اسم «دوم» أو «ضوم». الكلمة تعود إلى أصل سنسكريتي ومعناها «إنسان فنان، راقص، مغني وعازف».
بينما في اللغة العربية يطلع عليهم العديد من الأسماء مثل:
- القرباط أو الغرباتي ومعناها الغرباء
- النَّوَر بسبب كثرة ملابسهم الملونة
- الغوازي
- الحجيات

هذه الأسماء والتقسيمات بعضها مهينة وتستخدم كإهانة. ولذلك لا يسمح الدومر أن يقال لهم بأنهم قرباط أو نور أو حجيات وما شابه ذلك.

## الثقافة

### الموسيقى والرقص
تختلف عادات وتقاليد شعوب الدوم بين القرباط والنَّوَر والغوازي والحجيات وغيرهم.
فمثلا الدوم الغوازي والحجيات كانوا يرقصون في الحفلات ويشكلون فرق موسيقية. بينما الدوم القرباط يرقصون ويغنون بين بعضهم ولا يشكلون فرق وحفلات لغيرهم، وإنما كانوا يرقصون أمام خيمهم وفي أعراسهم فقط.

## العادات والتقاليد

### مهن متوارثة
كان الدومر يقومون بصناعة الخواتم والاكسسوارات وتشكيل تصاميم جديدة ومميزة خاصة بهم. وكذلك كانوا يقومون بتجارة الذهب ويبيعون الملابس والأقمشة. البعض منهم كانوا يقومون بصناعة الغرابيل والسكاكين والطبول والمزمار والزرناية. وكان العديد من نساء الدوم يقومون بالتبصير وفتح الفأل للناس باستخدام أصداف البحر ومراقبة النجوم. كذلك كان بعض النساء يقومون بممارسة الوشم. فيما بعد حين استقر الدوم حوالي عام 1960 قاموا بممارسة فن طب الأسنان، يعالجون الأسنان المصابة ويصنعون لها تعويضات من الذهب أو الفضة أو العظم. مهنة الأسنان لا تزال منتشرة عند الدومر على نطاق ضيق وتكاد تنقرض عند الأجيال القادمة.

### المرأة
المرأة كان لها دور كبير جداً في المجتمع الدومي /الغجري. قديماً كانت النساء الدوميات هم عمود الأسرة ومصدر الدخل الرئيسي قبل الرجل. فقد كانت دورها في المجتمع الدومي بأن تشتغل وتعمل لكي تحافظ على أسرتها. ولكن بعد استقرار الدوم قل دور المرأة وخفضت مرتبتها في المجتمع الدومي وصار الرجل هو عمود البيت ومصدر الدخل الأساسي للأسرة.

### الملابس
في السابق كان من السهل تمييز الدومر /الغجر من ملابسهم. فقد كن النساء يلبسن الملابس الفضفاضة والمزركشة بالعديد من الورود والألوان الفاتحة. وكن يقومن بالرسم على وجوههن بالوشم الأخضر. وكن يضعن غطاء رأس شفاف جداً يربطونه بربطة عادةً تكون باللون الأسود والأحمر. وكذلك كن يجدلن شعرهن ويضعن بها شرائط من خيوط ملونة. وأما الرجال فكان لباسهم يشبه الزِّي العثماني وفيما بعد صاروا يلبسون كالعرب. وأما في الوقت الحاضر من الصعب تمييزهم لأنهم انخرطوا في باقي المجتمعات وتخلوا عن عاداتهم وتقاليدهم القديمة وصارو يلبسون كباقي الشعوب.

### عادات الزواج
عادات الزواج تختلف عند الدومر بين القرباط والنور والحجيات والغوازي وغيرهم. ولكن عند أكثرهم كان الزواج مبكراً، حيث أن الأب والأم يقومون بتجهيز العريس والعروس للزواج. وحينها يحتفلون بهم حوالي 7 أيام وفي كل يوم كانوا يدقون على الطبل والزرناية. وأعراسهم كان يحضرها آلاف الأشخاص من الدومر من عدة أماكن ومدن. وكل عائلة كانت تأتي للعرس كانت تجلب معها الطعام والهداية. لكن في الوقت الحالي لا يقومون بالرقص والاحتفال لمدة 7 ايّام. وإنما يومين فقط، قبل ليلة الدخلة يكون ليلة الحنة حيث يضعون الحنة للعروس والعريس حينها ترتدي العروس لون فستاناً مميز. وأما في ليلة العرس ترتدي العروس فستاناً أبيضا كالعادة مع شريط أحمر على الخصر مثل الأتراك. ودائما تكون أعراس الدومر مختلطة بين الرجال والنساء ويقومون بالرقص والدبكة سوياً على الحان وأغاني متنوعة مثل العربية والكردية والتركية والدومرية وغيرها. قديماً عندما كان الدومر متنقلين كانوا يبنون خيمة للعرسان بعيداً عن الخيم الأخرى. وكل ثلاث أيام كانوا يقومون بتقديم خيمة العرسان قليلاً إلا أن يصل عند الخيم الأخرى. ولكن الآن بما أن جلهم يسكنون في المنازل والشقق فقد اختفت هذه العادة القديمة لديهم. الطلاق عندهم نادرة جداً، ولكن قديماً كان لديهم عادة تسمى «كروا» أي إن أحد الزوجين يخاوي الآخر ويجعله كأخ أو أخت.

### عادات الوفاة
عند وفاة شخص من الدومر يقومون النساء بالنعي والغناء للميت بنبرات صوت حزينة. وبعض النساء قديماً كانوا يقصون شعرهم إذا كان الميت يقربهم. وأيضا يرتدون الملابس السوداء لمدة سنة كاملة. في السابق عند موت شخص كان الدومر يضعون إناء ماء عند فراش الميت اعتقاداً أن روحه سيعود ليشرب الماء. ولكن العادة هذه اختفت من عندهم في أواخر الـ 1970.

## الأديان
الأغلبية من الدومر هم من المسلمين وهناك فئات قليلة جدا مسيحية. في السابق كان الدومر مسلمون بالاسم فقط ولم يكونوا ملتزمين بالتعاليم الدينية. بل وكان لديهم اعتقادات أخر، مثلا كانوا يؤمنون بالأسلاف مثل بعض الأديان الشامانية والأرواحية في اليابان وآسيا الوسطى ولدى السكان الأصليين لأمريكا. قديماً كانوا يعتقدون أن أرواح الأموات تبقى تعيش في العالم ولا تغادرها. وأما الأرواح الشريرة كانت تتحول إلى«شبح» أو «هودرناكه» باللغة الدومرية. ومن اعتقاداتهم القديمة أن النجوم التي في السماء هي أرواح الأشخاص الأحياء على الأرض، حين وقوع شهب يعني ذلك موت شخص.

## اللغة
الدومر يتحدثون باللغة الدومري وهي لغة هندوآرية ولها نفس أصل لغة غجر أوروبا الرومنية. وكذلك الدومر دائماً متعددي اللغات لأنهم يتحدثون أيضا بلغة البلدان الذي يسكنون فيها. لذلك لغتهم الأم ألا وهي الدومرية تتأثر بلغة البلد الذي يسكنون بها. ولذلك تحتوي لغتهم على كلمات من عدة لغات أخرى مثل الفارسية والكردية والتركية والعربية والصينية. ولهذا السبب لا يستطيع جميع الدومر فهم بعضهم البعض بدقة بسبب اختلاف أماكن تواجدهم.